# Mangú
Mangú è un singolo della cantante statunitense Becky G, pubblicato nel 2016 dalla Sony Music Latin e dalla RCA Records.
É il secondo singolo in lingua spagnola della cantante. 
Il video del brano è collegato al video del singolo “Sola”.